# Плаваща казарма
Плаваща казарма (съкр. ПКЗ) е рейдов спомагателен кораб, предназначен за разполагане на екипажите на корабите, които нямат достатъчно условия за непрекъснато обитаване на борда, при техния престой в пункта на базиране, където няма брегови казарми.
На английски език – Кораб барака (Barracks ship). По-рано в Императорския флот на Русия е използван терминът Блокшив (от английското blokship), стар плавателен съд, който не е в строй и се използва в пристанище (порт), като плаващ магазин или казарма.

## Характеристика
Плаващите казарми могат да бъдат построени по специален проект или да са преоборудвани от други кораби или съдове (в типичния случай пътнически кораби или войскови транспорти), самоходни или несамоходни. Примери за подсигуряваните видове кораби са подводни лодки (ПЛ), ракетни (РКр) или торпедни катери (ТКр) и други малки кораби. Исторически, има ПКЗ за миноносци, разрушители, ПКЗ за новобранци, ПКЗ за военноморските училища и академии, и т.н.

## История
Широко разпространение плаващите казарми, преустроени от линейни кораби, получават в Англия в периода XVIII−XIX век, което е периодът на най-голям ръст и обновяване на флота, когато има в излишък стари, износени, или по други причини непригодни за служба в морето кораби. Преустройката обикновено включва сваляне на мачти, поставяне на покрив отгоре на горната палуба, поставянето на печки и превръщане на оръдейните портове в прозорци.
В периода на световните войни и след това типичната плаваща казарма е пътнически кораб, тъй като за това се изискват минимални преправяния. Например, немският „Вилхелм Густлоф“ от 1941 до 1944 г. играе ролята на плаваща казарма на данцигската учебна флотилия за подводничари. Освен жилищни и санитарно-битови помещения, в някои от случаите на ПКЗ могата да бъдат оборудвани щабни, учебни и други помещения.
В съветския/руския ВМФ плаващите казарми в болшинството случаи са преоборудвани. Например, ПКЗ-33 Балтийския флот е бившият съд за размагнитване „СР-479“ от проекта „130“ или „Береза“.

## Формирования
По-долу са представени някои формирования:
| - ПКЗ-2; - ПКЗ-7; - ПКЗ-12; - ПКЗ-37; | - ПКЗ-52 (с дадения № се използват последователно два кораба виж ПКЗ-37); - ПКЗ-62; | - ПКЗ-89; - ПКЗ-100; - ПКЗ-118; - ПКЗ-134; | - ПКЗ-152; - и други. |